# TBS NEWS (テレビ番組)
TBS NEWS（ティビーエス ニュース）は、TBSテレビが運営するCS放送局のTBS NEWSおよびTBSほかJNN系列局の一部で平日早朝3時45分 - 4時30分（JST）に生放送されているニュース番組。
本項目ではCSのニュース専門チャンネル・TBS NEWSで放送されているニュース番組について、TBSテレビ（関東地区）における、関東ローカルとしての放送に関して記述するものとする。

## 概要
制作局のTBS NEWSにおいては、2010年3月26日までは『あさいちバード』という番組名で放送され、同年3月29日からは『さきどりニュース&天気』という番組名で放送されていた。2020年4月以降は『ミッドナイトニュース』と『ウェイクアップニュース』に相当する枠で、2008年3月31日に放送開始した。当初の放送時間は4:45 - 5:30で、同年3月28日まで『JNNニュースバード』というタイトルで放送してきた番組を改題。TBSテレビ（地上波）ほか一部系列局が2008年3月28日から『早ズバッ!ナマたまご』の放送を開始したことにより、TBSテレビでは5:15飛び降りとなっていた。後に火 - 金曜日の放送開始時刻が月曜日と同時刻の4:45と揃えられる。一方、2009年に入ってからはTBSテレビにおける月曜の放送が休止もしくは5:00からの飛び乗り放送となることがあった。
2014年3月31日からは放送時間を4:30 - 5:00に変更し、TBS NEWSおよびTBSテレビの放送終了時刻がそろえられる。
TBS系列の地上波各局の番組表では『TBS NEWS』もしくは『TBSニュース』などと表記されていることが多い。但し、北海道放送とRKB毎日放送では、『ニュース』と、中国放送では、『JNN NEWS』と、BS-TBSでは、『朝一番BS-TBSニュース』と表記されている。
同時に、番組タイトルの読み上げはせず、番組起点時刻に「おはようございます、〇月×日△曜日、TBSニュースです。この時間のニュースをお伝えします…」とコメントしている。ただし、これは他の時間帯の番組でも共通している。4:25をめどに「TBSニュースがこの時間のニュースをお伝えしました…」とコメント。これはTBSテレビをはじめ地上波で視聴している視聴者への配慮であり、CS向けには一度も入らないオリジナルのあいさつである。
2015年3月30日から、TBSテレビにおいて月曜 - 金曜4:00 - 5:30に『はやドキ!』が開始となる。これに伴い、同年4月1日以降の本番組の開始時刻は4:00に繰り上げられるとともに、同年3月27日をもってTBSテレビでのネット受けが打ち切られた（TBSテレビでの最終回は4:45飛び乗り）。2020年1月に朝番組の放送枠に見直しが入り、『あさチャン!』の縮小とそれに伴う『はやドキ!』の繰り下げが発生し、3:45 - 4:25で放送再開。
2021年9月30日に『はやドキ!』が放送終了し、2021年10月1日から同番組の後継番組『THE TIME'』が4:30 - 5:20に放送開始されたが、本番組はそのままの形で据え置かれている。

### 出演者態勢
2008年春の放送開始から1年間は「曜日別キャスター＋気象予報士」の2人体制で進行していた。2009年4月からの約半年間は、ニュースバードのキャスターが6人も入れ替わった関係もあり、黒木奈々をメインキャスターに起用した上で「メイン＋曜日別キャスター＋気象予報士」の3人体制に変更。同年9月21日放送分からは以前の2人体制に戻される。2010年4月からは黒塚まやをメインに再び「メイン＋曜日別キャスター＋気象予報士」の3人体制となる。黒塚と三浦茉莉が2013年3月末で降板してからは、キャスター陣は曜日・時間別に担当パートを固定していない。TBSテレビでのネット受けが終了した2015年春以降は地上波を意識した出演態勢をとらず（原則1人で進行）、午前5:00にキャスターが交代するよう、勤務時間自体が改められた。

## 出演者
2013年4月 - 2015年3月の2年間は、次の最大10人のキャスターが交代で、平日通しで出演するメイン格、午前0時からの宿直を兼務するサブ格をそれぞれ務めていた。2016年2月時点。
- 槙あやな（2013年4月 - ）
- 吉村優（2013年4月 - ）
- 伊波紗友里（2013年10月 - ）
- 櫻木瑶子（2013年10月 - ）
- 佐々木真奈美（2013年10月 - ）
- 菊野理沙（2014年9月 - ）
- 佐藤友香（2014年12月 - ）
- 岸田彩加（2015年4月 - ）
- 平川彩佳（2015年10月 - ）

### メインキャスター（過去）
- 黒木奈々（2009年4月 - 9月、月〜金曜日）
- 黒塚まや（2010年4月 - 2011年3月、月〜金曜日／2011年4月 - 2013年3月、月〜水曜日）
- 三浦茉莉（2011年4月 - 2013年3月、木〜金曜日）

### サブキャスター（過去）

#### 2010年3月まで
月曜担当
- 杉浦舞（2008年4月 - 2009年3月）
- 松澤千晶（2009年4月 - 10月）
- 竹内久乃（2009年10月 - 2010年3月）

火曜担当
- 滝本沙奈（2008年4月 - 2009年3月）
- 竹内久乃（2009年4月 - 10月）
- 黒木奈々（2009年10月 - 2010年3月）

水曜担当
- 黒木奈々（2008年4月 - 2009年3月）
- 田中美都子（2009年4月 - 10月）
- 中村亜裕美（2009年10月 - 2010年3月）

木曜担当
- 汾陽麻衣（2008年4月 - 2009年3月）
- 高橋万里恵（2009年4月 - 10月）
- 黒塚まや（2009年10月 - 2010年3月）

金曜担当
- 柴山延子（2008年4月 - 2009年3月）
- 笹岡樹里（2009年4月 - 10月）
- 汾陽麻衣（2009年10月 - 2010年3月）

#### 2010年4月以降
曜日別担当はかなり流動的であるため、ここでは経験者を記述するにとどめる
- 田中美都子（2010年4月 - 8月）
- 笹岡樹里（2010年4月 - 9月 / 2013年4月 - 9月）※2010年10月からしばらくは金曜深夜・土曜早朝担当
- 深津瑠美（2010年4月 - 2011年9月）
- 竹内久乃（2011年4月 - 2012年3月）
- 金子由実（2010年4月 - 2012年12月）
- 松澤千晶（2010年4月 - 2013年3月）
- 田岡咲香（2011年10月 - 2013年3月）
- 汾陽麻衣（2012年4月 - 2013年9月）
- 草野真梨子（2010年4月 - 2013年9月）
- 分林里佳（2010年10月 - 2013年9月）
- 八木ひとみ（2011年10月 - 2014年8月）
- 荒木麻里子（2013年4月 - 2014年9月）
- 上野優花（2013年10月 - 2014年9月）
- 角田佐哉香（2013年2月 - 2015年3月）[8]
- 杉本麻依（2013年4月 - 2016年1月）

### 気象予報士
- 増田雅昭（2008年4月 - 2010年3月、月〜水曜日）
- 元井美貴（2008年4月 - 2010年3月、木〜金曜日／2010年10月 - 2011年3月、月〜金曜日／2011年4月 - 2014年3月、水〜金曜日／2014年4月 - 、月〜火曜日）
- 弓木春奈（2010年4月 - 9月、月〜火曜日）
- 知念有美（2010年4月 - 9月、水〜金曜日）
- 澤口麻理（2011年4月 - 2013年3月、月〜火曜日）
- 宮本麻衣（2013年4月 - 9月、月〜火曜日）
- 福岡良子（2013年10月 - 2014年3月、月〜火曜日／2014年4月 - 、水〜金曜日）

## 放送時間
2025年7月1日時点
- 月曜 - 金曜 3時45分 - 4時30分

## 備考
- TBSテレビが短縮または放送休止でも、制作局であるTBS NEWSでは通常通り放送していた。飛び乗り・飛び降りに配慮があるのはかつてのネット局であるTBSテレビのみであり、CS再送信局（同局以外の地上波系列局）ではそのような配慮がない。また、TBS NEWSがCSのメンテナンスで放送休止の場合には、TBSテレビへの裏送りで同局でのみ放送（他の地上波系列局では再送信ネット休止）となることがあった。
- 黒木奈々がメインキャスターを務めていた2009年4月からの半年間は、毎日5:00前に黒木が撮影した一枚の写真を紹介する「ナナいろPhoto」というコーナーが放送されていた。